# Xoser
Xoser es un género de polillas de la subfamilia Tortricinae de la familia Tortricidae.

## Especies
- Xoser astonyx Razowski & Wojtusiak, 2010
- Xoser exors Razowski & Pelz, 2003